# Christine Vachon
Christine Vachon (New York, 21 novembre 1962) è una produttrice cinematografica statunitense.
Nel 2005 ha fatto parte della giuria della 62ª Mostra internazionale d'arte cinematografica di Venezia.
Nel 2008 il Festival di Locarno le ha assegnato il Premio Raimondo Rezzonico (Best Producer Award) per la sua attività a favore del cinema indipendente.
Nel 2024, assieme a David Hinojosa e Pamela Koffler, viene candidata all'Oscar al miglior film per Past Lives di Celine Song.

## Filmografia
- Poison, regia di Todd Haynes (1991)
- Swoon, regia di Tom Kalin (1992)
- Sontewall, regia di Nigel Finch (1995)
- Safe, regia di Todd Haynes (1995)
- Kids, regia di Larry Clark (1995)
- Ho sparato a Andy Warhol (I Shot Andy Warhol), regia di Mary Harron (1996)
- Baciami Guido (Kiss Me, Guido), regia di Tony Vitale (1997)
- Velvet Goldmine, regia di Todd Haynes (1998)
- Happiness - Felicità (Happiness), regia di Todd Solondz (1998)
- Boys Don't Cry, regia di Kimberly Peirce (1999)
- Delitto + castigo a Suburbia (Crime + Punishment in Suburbia), regia di Rob Schimdt (2000)
- Hedwig - La diva con qualcosa in più (Hedwig and the Angry Inch), regia di John Cameron Mitchell (2001)
- La sicurezza degli oggetti (The Safety of Objects), regia di Rose Troche (2001)
- Storytelling, regia di Todd Solondz (2001)
- One Hour Photo, regia di Mark Romanek (2002)
- La zona grigia (The Grey Zone), regia di Tim Blake Nelson (2002)
- Lontano dal paradiso (Far from Heaven), regia di Todd Haynes (2002)
- Diventeranno famosi (Camp), regia di Todd Graff (2003)
- Party Monster, regia di Fenton Bailey e Randy Barbato (2003)
- The Company, regia di Robert Altman (2003)
- Una casa alla fine del mondo (A Home at the End of the World), regia di Michael Mayer (2004)
- A Dirty Shame, regia di John Waters (2004)
- La scandalosa vita di Bettie Page (The Notorious Bettie Page), regia di Mary Harron (2006)
- Infamous - Una pessima reputazione (Infamous), regia di Douglas McGrath (2006)
- An American Crime, regia di Tommy O'Haver (2007)
- Io non sono qui (I'm Not There), regia di Todd Haynes (2007)
- Quando tutto cambia (Then She Found Me), regia di Helen Hunt (2008)
- Savage Grace, regia di Tom Kalin (2008)
- Gigantic, regia di Matt Aselton (2008)
- Motherhood - Il bello di essere mamma (Motherhood), regia di Katherine Dieckmann (2009)
- Cracks, regia di Jordan Scott (2009)
- Cairo Time, regia di Ruba Nadda (2009)
- Virginia, regia di Dustin Lance Black (2010)
- Intrigo a Damasco' (Inescapable), regia di Ruba Nadda (2012)
- The Last of Robin Hood, regia di Richard Glatzer e Wash Westmoreland (2013)
- Still Alice, regia di Richard Glatzer e Wash Westmoreland (2014)
- Nasty Baby, regia di Sebastián Silva (2015)
- Carol, regia di Todd Haynes (2015)
- Z - L'inizio di tutto (Z: The Beginning of Everything) – serie TV, 10 episodi (2015-2017)
- Goat, regia di Andrew Neel (2016)
- Wiener-Dog, regia di Todd Solondz (2016)
- London Town, regia di Derrick Borte (2016)
- Vicolo cieco (A Kind of Murder), regia di Andy Goddard (2016)
- Beatriz at Dinner, regia di Miguel Arteta (2017)
- La stanza delle meraviglie (Wonderstruck), regia di Todd Haynes (2017)
- My Days of Mercy, regia di Tali Shalom Ezer (2017)
- First Reformed - La creazione a rischio (First Reformed), regia di Paul Schrader (2017)
- Colette, regia di Wash Westmoreland (2018)
- Vox Lux, regia di Brady Corbet (2018)
- Cattive acque (Dark Waters), regia di Todd Haynes (2019)
- Shirley, regia di Josephine Decker (2020)
- The World to Come, regia di Mona Fastvold (2020) - produttrice esecutiva
- Zola, regia di Janicza Bravo (2020)
- Tutto è possibile, regia di Billy Porter (2022)
- Bleeding Love, regia di Emma Westenberg (2023)
- Past Lives, regia di Celine Song (2023)
- May December, regia di Todd Haynes (2023)